# Zamach na Jeana Jaurèsa

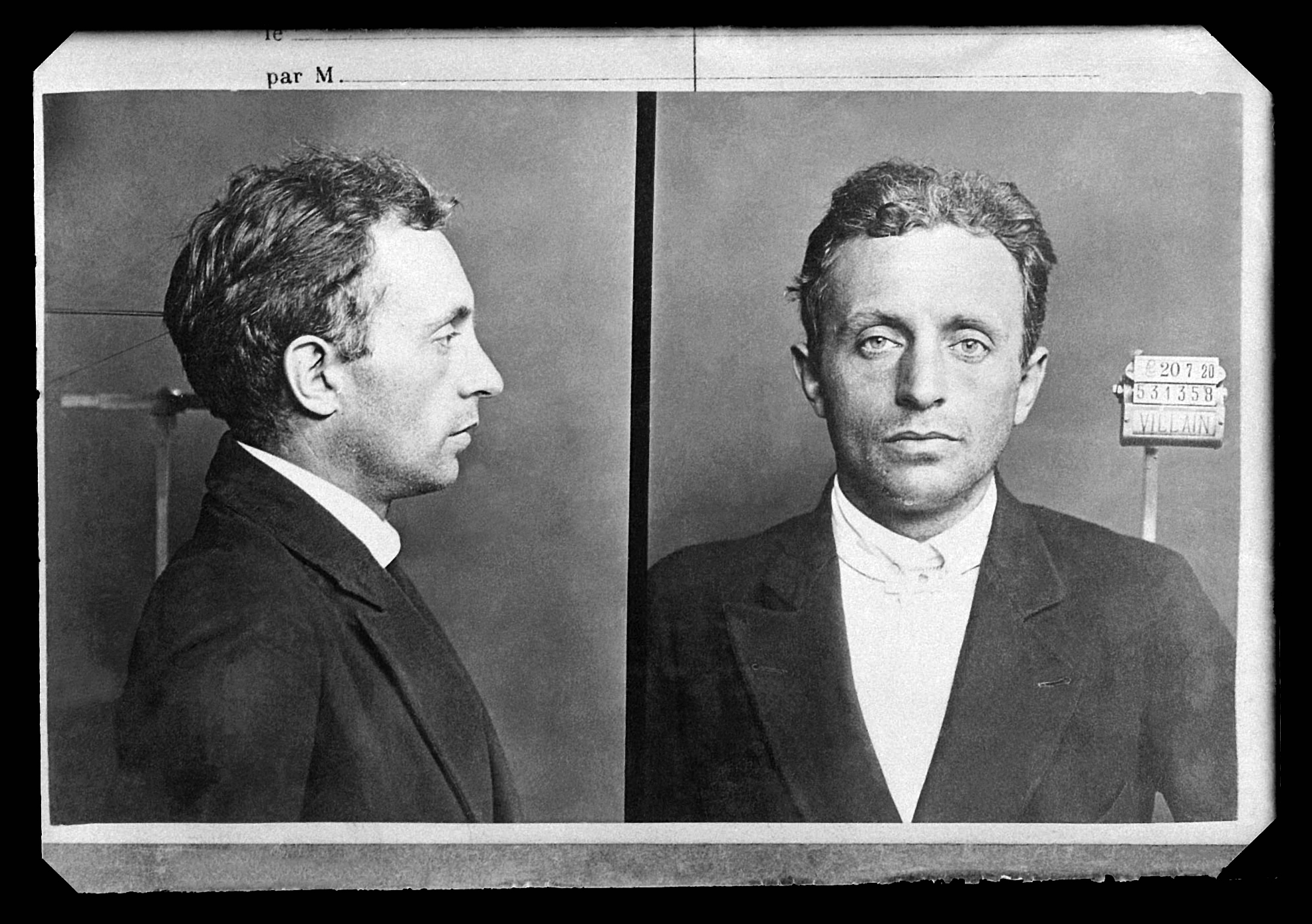
Raoul Vilain

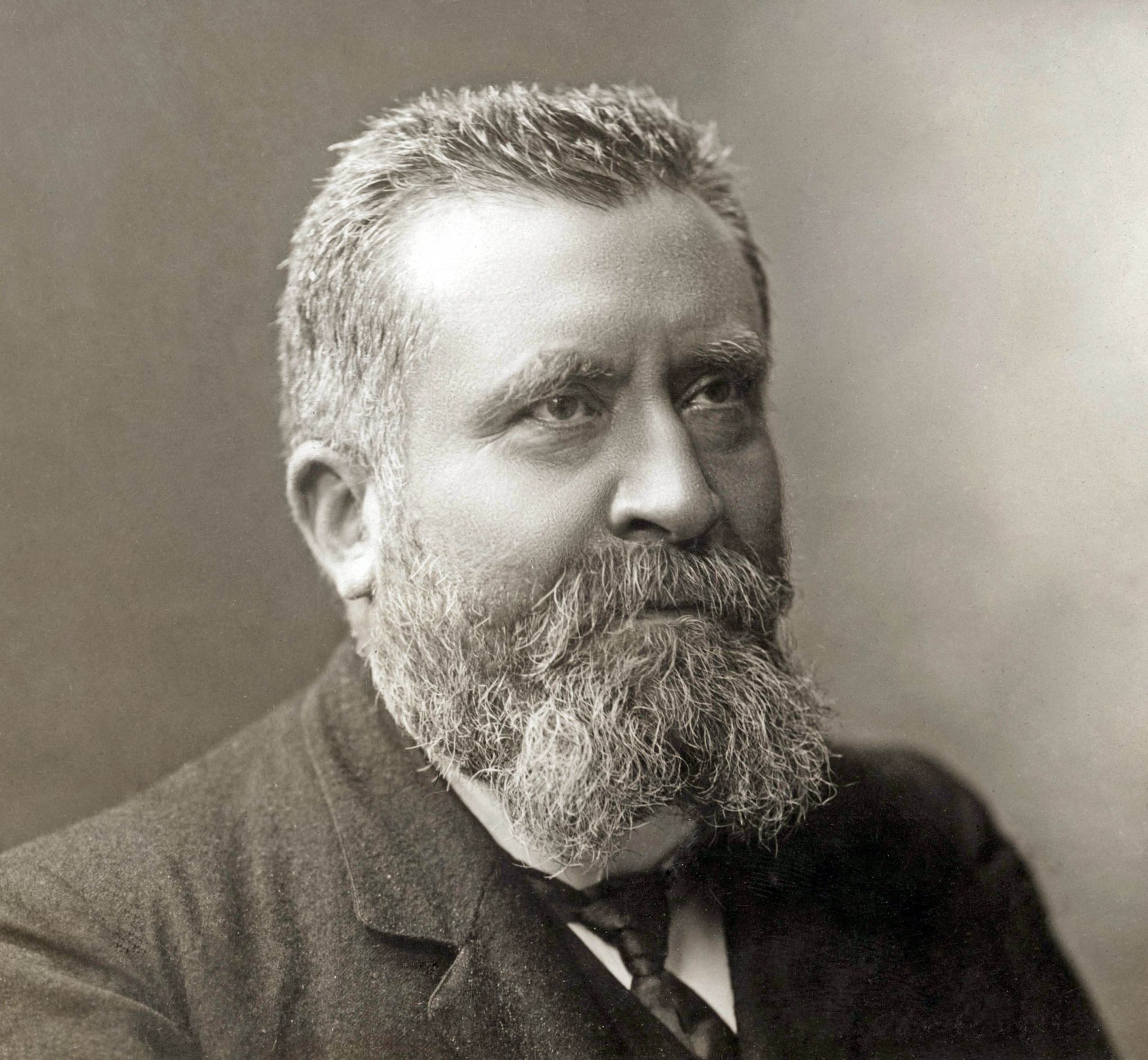
Jean Jaurès

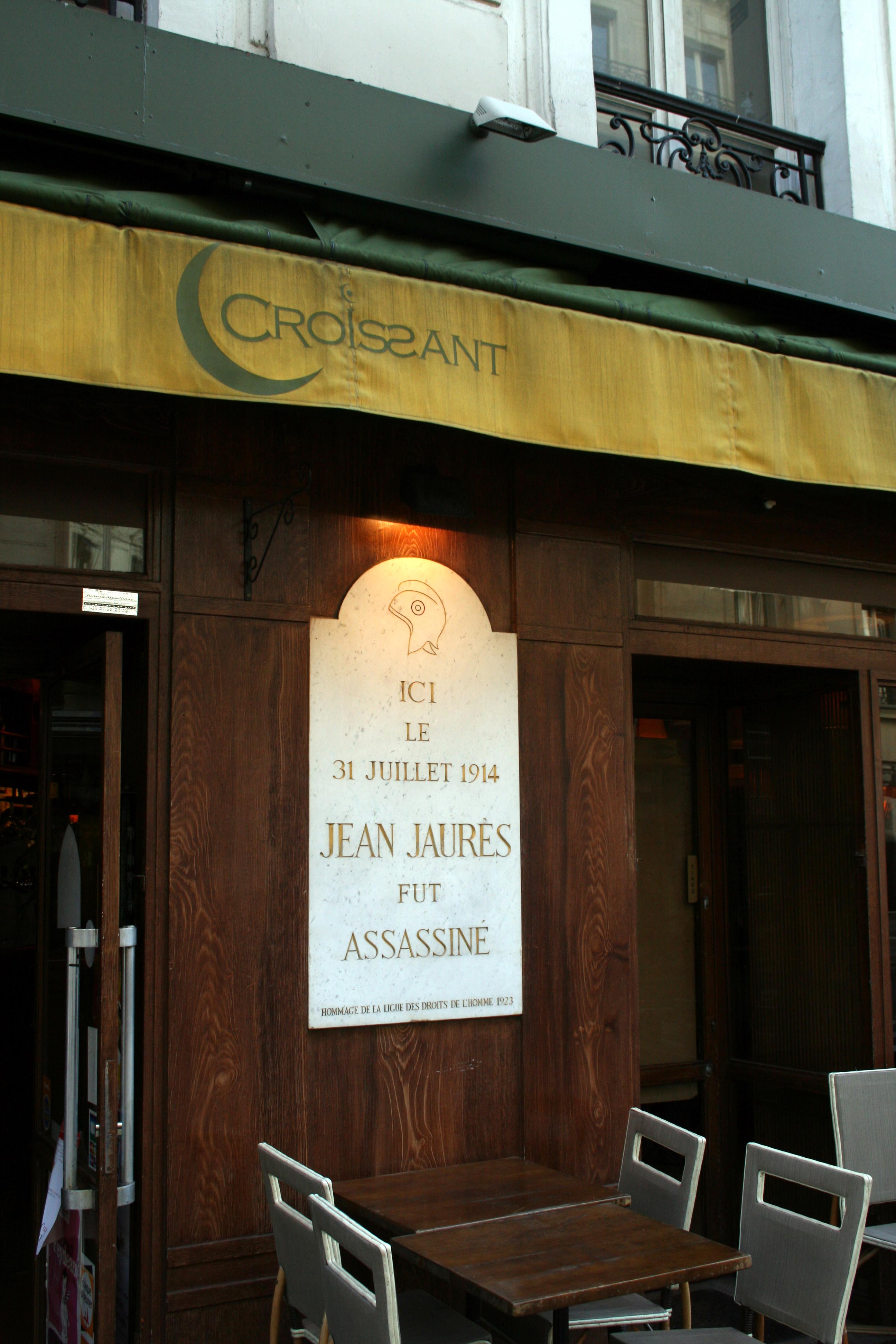
Tablica pamiątkowa na miejscu zabójstwa Jeana Jaurèsa

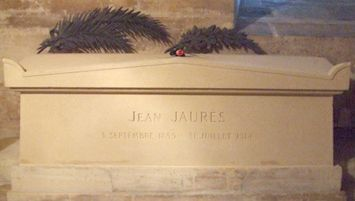
Grób Jaurèsa w Panteonie paryskim

Zamach na Jeana Jaurèsa – mord polityczny, jaki miał miejsce wieczorem 31 lipca 1914 w kawiarni Croissant na ulicy Montmartre w II dzielnicy Paryża. Zabójca, Raoul Villain, działał z pobudek nacjonalistycznych, pragnąc przeciwstawić się antywojennej działalności zamordowanego. Jaurès był jednym z liderów francuskich socjalistów oraz ruchu sprzeciwiającego się francuskiemu udziałowi w wojnie i jednym z głównych autorów gazety L’Humanité. Raoul Villain został postawiony przed sądem już po zakończeniu I wojny światowej, uznany za chorego psychicznie i uniewinniony.

## Okoliczności zamachu
Po udanym zamachu na arcyksięcia Franciszka Ferdynanda 28 czerwca 1914 w Sarajewie Europa coraz szybciej zaczęła zmierzać ku zbrojnej konfrontacji. Mimo tego wielu działaczy socjalistycznych zrzeszonych w II Międzynarodówce, podjęło walkę o zapobieżenie wojnie lub przynajmniej udziałowi swoich krajów w walkach.
We Francji wiodącą postacią ruchu był Jean Jaurès, deputowany socjalistyczny, redaktor „Humanité”, filozof, twórca koncepcji marksizmu humanistycznego. Mimo sprzeciwu wobec wielu założeń marksizmu, Jaurès podzielał zawartą w nim koncepcję wojny jako starcia interesów burżuazji, jakie uderza przede wszystkim w robotników i osłabia ruch pracowniczy poprzez umacnianie wpływów narodowego szowinizmu. Jaurès był przekonany, że jedynie solidarne wystąpienie robotników może powstrzymać przygotowania do wojny i konsekwentnie wzywał do organizacji strajków i protestów na rzecz pokoju, jak i publikował utrzymane w podobnym tonie materiały w „Humanité”.
Aktywność grupy skupionej wokół Jaurèsa wzrosła szczególnie po tym, kiedy doszło do zerwania stosunków dyplomatycznych między Austro-Węgrami i Serbią oraz po serii gestów zacieśniających sojusz francusko-rosyjski. Socjalista zaczął wówczas z jeszcze większą siłą ostrzegać przed rozlewem krwi, jaki oznacza wojna. Nie chciał jednak przeprowadzać zbyt agresywnych akcji protestacyjnych; wierzył w tym czasie, że rząd Vivianiego realnie jest przeciwny wojnie.

## Zamach
30 lipca Jaurès wrócił do Paryża z podróży na prowincję i dowiedział się, że wojska rosyjskie rozpoczęły mobilizację. O godz. 20 razem z delegacją socjalistów spotkał się z Vivianim, od którego dowiedział się, że wojska francuskie przebywające nad granicą zostały wycofane o 10 km, by uniknąć wszelkich ewentualnych pretekstów do rozpoczęcia działań wojennych. Następnego dnia gazety paryskie poinformowały o mobilizacji austro-węgierskiej. Skłoniło to przywódcę socjalistów do próby kolejnego spotkania z szefem rządu oraz z ministrem spraw zagranicznych Ablem Ferrym. Ostatecznie rozmawiał tylko z tym drugim, od którego dowiedział się, że ambasador niemiecki w Paryżu przekazał Vivianiemu niemieckie ultimatum: żądanie natychmiastowego ustosunkowania się do działań rosyjskich. Jaurès był wyjątkowo wzburzony tą informacją. Chciał udać się do redakcji „Humanité” i wezwać w kolejnym artykule do robotniczej mobilizacji antywojennej. Zatrzymał się na posiłek w kawiarni Croissant położonej w bezpośrednim sąsiedztwie redakcji, dokąd regularnie przychodził. Razem ze współpracownikami – Renaudelem, Jeanem Longuetem, Ernestem Poissonem i Landrieu usiadł przy stoliku znajdującym się przy otwartym oknie; Jaurès był do niego odwrócony plecami.
Zabójca, który znał zwyczaje polityka, podszedł do okna kawiarni i oddał w jego kierunku dwa strzały. Jeden z nich utkwił w boazerii, drugi trafił Jaurèsa w głowę, zabijając go na miejscu. Wszelka pomoc udzielana przez zebranych okazała się bezskuteczna.

## Skutki zamachu
Wiadomość o śmierć Jaurèsa została przyjęta przez skrajną prawicę z zadowoleniem, z kolei dla lewicy był to poważny cios. Socjaldemokracja francuska po śmierci Jaurèsa faktycznie zarzuciła jednak działania antywojenne, uznając perspektywę starcia europejskich potęg za nieuniknioną. Zaapelowała również do robotników o spokój i powstrzymanie się od protestów w związku z morderstwem, a następnie wezwała do obrony kraju w wojnie. 1 sierpnia rząd francuski i prezydent formalnie potępili zamach i wysłali kondolencje do rodziny zamordowanego. René Viviani złożył mu hołd w imieniu rządu, podkreślając jego patriotyzm oraz konsekwentną walkę o „szlachetną sprawę”.
Oficjalny pogrzeb Jaurèsa odbył się 4 sierpnia na cmentarzu Vaugirard. Był on wielką manifestacją polityczną, w której wzięli udział przedstawiciele rządu z premierem na czele, a także reprezentacja partii lewicowych i związków zawodowych. Przedstawiciel tych ostatnich, Leon Jouhaux, w czasie pogrzebu wezwał Francuzów do broni, oznajmiając, iż pacyfizm Jaurèsa poniósł klęskę z powodu imperialistycznych dążeń niemieckich i austro-węgierskich. Zapewnił również, że robotnicy nie będą protestowali przeciw mobilizacji.
W 1924 odbyło się uroczyste przeniesienie trumny z ciałem Jaurèsa do Panteonu.

## Śledztwo i proces zamachowca
Zamachowiec został zatrzymany na miejscu zdarzenia; okazał się nim być 29-letni student archeologii Raoul Villain, fanatyczny nacjonalista, członek Stowarzyszenia Młodych Przyjaciół Alzacji i Lotaryngii oraz sympatyk Action française. W czasie przesłuchania przyznał się on do dokonania morderstwa i oznajmił, że działał sam, gdyż uważał Jaurèsa za zdrajcę Francji. Identyczne wyjaśnienia składał w czasie procesu rozpoczętego 22 października 1915. Villain twierdził, że nigdy wcześniej nie widział swojej przyszłej ofiary, znał jedynie jej artykuły prasowe i drukowane przemówienia. Deklarował również, że przygotowywał się do zamachu przez kilka miesięcy, obserwując dom polityka i siedzibę redakcji „Humanité”, jak również kupując rewolwer i samodzielnie ćwicząc strzelanie do celu. Villain nie zaprzeczał, że wpływ na jego działania miała prawicowa prasa francuska, głównie teksty Leona Daudeta i Charles’a Maurras’a, w których Jaurès, jego internacjonalistyczny i pacyfistyczny światopogląd były poddawane wyjątkowo ostrej krytyce.
W swojej książce z 1968, Ils ont tué Jaurès (Oni zabili Jaurèsa) François Fontvieille-Alquier wysuwał tezę o związkach Villaina z ambasadą rosyjską w Paryżu i twierdził, że obok niewątpliwego nacjonalizmu zamachowca ważną rolę mogły odegrać również intrygi prowadzone przez ambasadora Aleksandra Izwolskiego. Teza ta nie została jednak wyczerpująco udokumentowana.
Proces Villaina ruszył jednak dopiero po zakończeniu wojny, którą zamachowiec spędził w więzieniu. Sąd przysięgłych w Paryżu niemal jednogłośnie (11 głosów z 12) uniewinnił go, uznając oficjalnie za chorego umysłowo. Przysięgli nie ukrywali jednak, że swoje zachowanie uważali za przejaw patriotyzmu, całemu procesowi towarzyszyła atmosfera silnego nacjonalizmu i podkreślania potęgi wojskowej Francji. Kosztami procesu obciążono wdowę po Jaurèsie. W odpowiedzi na taki werdykt Anatole France opublikował słynny apel w „Humanité”. Pisał w nim, że uniewinnienie zabójcy socjalisty oznacza uznanie zabójstwa polityka lewicowego za czyn niepodlegający karze i że wszyscy francuscy robotnicy zostali tym samym postawieni poza prawem. 6 kwietnia 1919 100 tys. robotników wyszło na ulice Paryża, by protestować przeciwko wyrokowi, doszło do starć z policją.
Sam Raoul Villain udał się do Hiszpanii, gdzie również sympatyzował z prawicą narodową. W 1936, wkrótce po wybuchu hiszpańskiej wojny domowej został skazany na śmierć i stracony za szpiegostwo na rzecz frankistów.